# Арменска рота на МОО
Арменската доброволческа рота е военно формирование на Македоно-одринското опълчение. Формирана е на 8 октомври 1912 година в София със заповед на командването, в което се казва: „При формирането на Македоно-Одринското опълчение, предвид симпатията на арменците към България..., разреши се формирането на една арменска рота с арменско национално знаме, с арменци – офицери и войводи“. Осветени са две знамена на ротата – едно народно и едно революционно. Първоначално ротата е съставена от 231 души, а впоследствие достига до 271 души. Включена е в състава на 12-а лозенградска дружина.

## Боен път
На 4 ноември 1912 година Арменската рота влиза в бой при Мъстанли (Момчилград), два дни по-късно при височината Узунхамитлер, а на 9 ноември влиза в освободения Гюмюрджина. На 13 ноември участва в боевете при Мерхамлъ, при които е пленен Явер паша. По-късно се сражава при  Димотика, Кешан, Малгара и Родосто, а през януари 1913 година в настъплението при Булаир и в отбраната на Шаркьой, като арменската рота заема позиция на връх Свети Илия. Ротата е разформирована на 27 май 1913 година.

## Знаме
Знамето е изработено от червен плат и на лицевата му страна е изписан надпис „Струмски отрѣд“, а между него е разположено короновано лъвче. На гърба му са избродирани ръка с показалец, текст на български „Къмъ Армения“ и текст на арменски „Спомен от Малгара 1913 г.“. При не съвсем изяснени обстоятелства знамено минава в гръцки ръце и днес се съхранява в атински музей.
- „Стаматис Стамату със заловеното знаме на Арменската рота в боя при Струмица, 10 юли 1913 г.“
- Лицева страна на знамето
- Гърбова страна на знамето. Арменският надпис гласи „Спомен от Малгара 1913 г.“